# John Redmond Hartwell
John Redmond Hartwell, britanski general, * 7. maj 1887, † 19. september 1970.